# Capitão de fragata
Capitão de fragata (pré-AO 1990: capitão-de-fragata) é a designação do segundo posto de oficial superior nas forças navais de vários países - entre os quais, Portugal e Brasil - sendo equivalente ao posto de tenente-coronel no exército e força aérea.
Na Marinha Portuguesa, o posto foi introduzido em 1782, ocupando o lugar até aí ocupado pelo posto de capitão-tenente. O posto de capitão-tenente deixou, então, de equivaler a tenente-coronel, passando a equivaler, apenas a major. A designação da patente refere-se ao facto de, em teoria, o capitão de fragata ser responsável pelo comando de uma fragata.
Nos países de língua inglesa, a patente naval correspondente é designada "commander" (literalmente "comandante").

## Insígnias e distintivos de capitão de fragata

Marinha Alemã (Fregattenkapitän)
Marinha Belga (Fregatkapitein / / Capitaine de frégate)
Marinhas do Brasil, Dinamarca, Reino Unido (Capitão de Fragata, Commander)
Marinha da Croácia (Kapetana fregate)
Marinhas da Dinamarca, Eslovénia, Islândia, Noruega, e Turquia (Kommandørkaptajn, Kapitan fregate, Skipherra 1°, Kommandørkaptein, Yarbay)
Marinha Espanhola (Capitán de Fragata)
Marinha dos EUA (Commander)
Marinha Francesa (Capitaine de frégate)
Marinha Grega (Antiploiarchos)
Marinha Holandesa (Kapitein-luitenant ter zee)
Marinha Italiana (Capitano de fregata)
Marinha Polaca (Komandor porucznik)
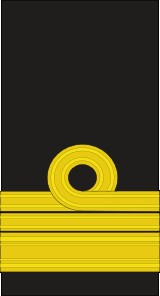
Marinha Portuguesa (Capitão de Fragata)
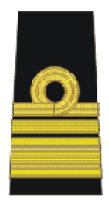
Marinha Romena (Căpitan-comandor)